# Herb gminy Sławno (województwo zachodniopomorskie)
Herb gminy Sławno – jeden z symboli gminy Sławno, ustanowiony 17 marca 2014.

## Wygląd i symbolika
Herb przedstawia na tarczy w polu czerwonym srebrnego rybogryfa, zwróconego do prawej strony z wzniesionymi łapami. W lewej łapie trzyma złoty kłos zboża. W dolnej części herbu umieszczono srebrną wstęgę. Rybogryf pochodzi z herbu Sławna, kłos symbolizuje rolniczy charakter gminy. Natomiast wstęga to nawiązanie do rzeki Wieprzy.